# El Emperador (Tarot)

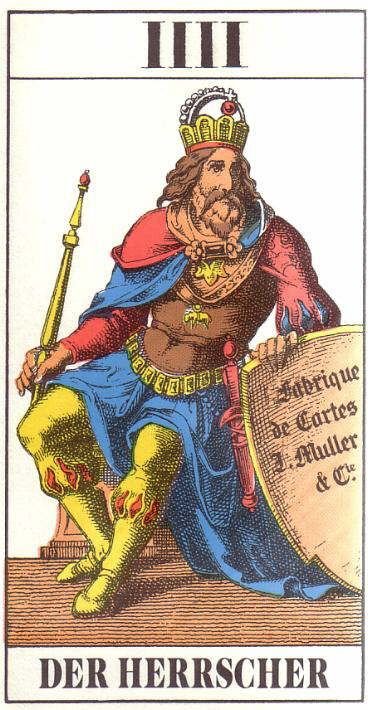
El Emperador

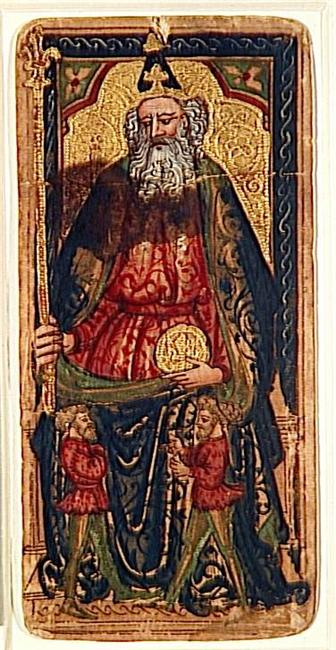
Versión del Tarot de Rothschild: EL PAPA

El Emperador es una carta del Tarot.
Representa el control autoritario mediante la inteligencia. Poder mundano, capacidad, confianza, riqueza, estabilidad, autoridad, espíritu indomable, padre, hermano, esposo, influencia masculina, presión directa, comunicación, convicción, fuerza, consecución de metas.
Carta invertida: Inmadurez, sin fuerza, indecisión, incapaz de controlar emociones mezquinas.

## Descripción del Arcano
- Es un hombre.
- En algunos tarots tiene escudo con un águila pero en el suelo.
- En ocasiones aparece sentado en una silla con adornos de cabra o del símbolo de Aries y a menudo muy rectilíneo o cuadrado
- Tiene una corona.
- En algunos tarots tiene un collar y un cinturón dorado.
- En algunos tarots se ven al fondo las montañas o al menos el campo.
- Tiene un cetro con una cruz en la punta, pero en muchas ocasiones también termina en círculo.
- Apoya los pies en el suelo aunque de manera dispareja.

## Numerología
El número del Emperador es el Cuatro, que según el tarot, representa la solidez; cuatro puntos cardinales, cuatro estaciones del año, cuatro paredes del Templo, etc., el cuatro es generalmente asociado con un ciclo entero y completo, y de hecho, un ciclo se concreta desde El Mago (1) hasta El Emperador (4). El Emperador correspondería al arquetipo de la Cuaternidad de Jung: 

La cuaternidad es un arquetipo que, por así decirlo, se presenta universalmente. Es la premisa lógica de todo juicio de totalidad. Si se quiere llegar a un juicio de este tipo, éste debe tener un aspecto cuádruple. Cuando, por ejemplo, se quiere caracterizar la totalidad del horizonte, se nombran los cuatro puntos cardinales. Hay siempre cuatro elementos, cuatro cualidades primitivas, cuatro colores, cuatro casas en la India, cuatro caminos en el sentido de evolución espiritual en el budismo. Por ello también hay cuatro aspectos psicológicos de la orientación psíquica más allá de lo cual no puede ya decirse nada más fundamentalmente. Debemos tener, como orientación, una función que compruebe que hay algo (sensibilidad), una segunda que verifique qué es esto (pensamiento), una tercera función que diga si esto se adecúa o no, si se quiere admitir o no (sentimiento) y una cuarta que indique de dónde viene y adónde va (intuición). Más allá de ahí no se puede decir nada... La perfección ideal es lo redondo, el círculo (mandala), pero su escala mínima es la cuadratura.

## Cultura popular y asociaciones
Asociado usualmente con el poder viril, el Emperador es frecuentemente asociado con dioses y reyes míticos como Zeus (Tarot Místico), Ull (Tarot Vikingo), el Rey Minos, el Rey Uther Pendragon del ciclo artúrico o Aragorn en El Señor de los Anillos.
| Precedido por: III. La Emperatriz | Arcanos mayores del Tarot | Sucedido por: V. El Papa |

- Datos: Q677702
- Multimedia: Emperor (Major Arcana) / Q677702